# Maciej Sosnowski (aktor)
Maciej Sosnowski (ur. 8 kwietnia 1961 we Wrocławiu, zm. 17 września 2015 tamże) – polski satyryk, aktor teatralny, filmowy i estradowy.
Współpracował z warszawskim Podwieczorkiem przy mikrofonie, pisał monologi dla Hanki Bielickiej i Janiny Jaroszyńskiej. Grał w Teatrze Dramatycznym w Wałbrzychu oraz w teatrach wrocławskich (m.in. Impart, Teatr Komedia). Był współpracownikiem wrocławskiego Teatru Arka.

## Filmografia
- 1996: Deszczowy żołnierz – naczelnik
- 1996: Niemcy (Germans) – wartownik
- 1997: Wyspa przy ulicy Ptasiej (The Island on Bird Street) – policjant żydowski
- 2000: Nie ma zmiłuj – kierowca ciężarówki
- 2000: Nieznana opowieść wigilijna – policjant
- 2002–2003: Gorący Temat – lekarz
- 2002: Break Point – prezenter tv
- 2002: Arche. Czyste zło – robotnik
- 2003–2006: Fala zbrodni – dealer
- 2005: Świat według Kiepskich – Krzysztof
- 2005: Boża podszewka II – sanitariusz
- 2005: Komornik – gospodarz domu
- 2006: Będziesz moja – Kozioł
- 2006: Fundacja – ojciec chłopca bez ręki
- 2006: Diversant II – żołnierz radziecki
- 2007: Taxi A – akwizytor
- 2009: Popiełuszko. Wolność jest w nas – hutnik
- 2010: Trzy minuty. 21:37 – robotnik
- 2011: Licencja na wychowanie – szef robotników

## Dubbing
- Kropelka – przygody z wodą